# Legio III Iulia Alpina

Diseño del escudo de la Legio Tertia Iulia Alpina, según la Notitia Dignitatum.

La Legio III Iulia Alpina (Tercia legión «juliana alpina») fue una legión romana, mencionada en la Notitia Dignitatum donde se incluye una Tertia Iulia Alpina entre los dieciocho regimientos pseudocomitatenses, esto es, «de segunda línea». Se cree que permaneció acuartelada en la diócesis de Italia, probablemente en los Alpes Cotianos. Se considera, como tesis más probable, que fue fundada por Flavio Julio Constante, emperador de Occidente a mediados del siglo IV.